# تانر يلدز (لاعب كرة قدم)
تانر يلدز (بالتركية: Taner Yıldız)‏ هو لاعب كرة قدم تركي في مركز الوسط، ولد في 23 ديسمبر 1992 في Ilıca, Çeşme ‏ في تركيا. لعب مع إسطنبول سبور ونادي قاسم باشا.

## وصلات خارجية
- تانر يلدز (لاعب كرة قدم) على موقع اتحاد تركيا (لاعب) (الإنجليزية)
- تانر يلدز (لاعب كرة قدم) على موقع قاعدة بيانات كرة القدم.إي يو (الإنجليزية)
- تانر يلدز (لاعب كرة قدم) على موقع Soccerway.com (الإنجليزية)
- تانر يلدز (لاعب كرة قدم) على موقع عالم كرة القدم.نت (الإنجليزية)